# جکس کرنر (آریزونا)
جکس کرنر (به انگلیسی: Jakes Corner) یک منطقهٔ مسکونی در ایالات متحده آمریکا است که در شهرستان جیلا، آریزونا واقع شده‌است. جکس کرنر ۳٫۶۸ کیلومتر مربع مساحت و ۱٬۸۵۳ نفر جمعیت دارد و ۸۵۳٫۴۵ متر بالاتر از سطح دریا واقع شده‌است.